# Lista episoadelor din Sonny și Steluța ei Norocoasă (sezonul 2)
| România | România | România  | România            | România        |
| Sezon   | Sezon   | Episoade | Primul episod      | Ultimul episod |
| ------- | ------- | -------- | ------------------ | -------------- |
|         | 2       | 0 / 26   | 18 septembrie 2010 | VFA            |

| Statele Unite | Statele Unite | Statele Unite | Statele Unite  | Statele Unite  |
| Sezon         | Sezon         | Episoade      | Primul episod  | Ultimul episod |
| ------------- | ------------- | ------------- | -------------- | -------------- |
|               | 2             | VFA           | 14 martie 2010 | VFA            |

## Sezonul 2: 2010-2011
- Demi Lovato, Tiffany Thornton, Sterling Knight, Brandon Mychal Smith și Doug Brochu apar în toate episoadele până în prezent.
- Allisyn Ashley Arm este absentă în 2 episoade (episoadele 1 și 21).
- Au fost deja confirmate 17 episoade în acest sezon.

| # | # / Sezon | Titlu                                                                  | Regizat de           | Scris de                      | Premieră Originală | Premieră, România  | Cod |
| --- | --------- | ---------------------------------------------------------------------- | -------------------- | ----------------------------- | ------------------ | ------------------ | --- |
| 22 | 1         | „Umbla un kilometru in pantalonii mei” „Walk a Mile in My Pants”       | Eric Dean Seaton     | Amy Engelberg Wendy Engelberg | 14 martie 2010     | 11 septembrie 2010 | 202 |
| Sonny gazduieste un maraton pentru carti in care participantii vor purta pantalonii mulati ai lui Tawni. Cand Chad aude asta, decide sa gazduiasca un maraton impotriva cartilor in care participantii vor purta si ei pantalonii lui Tawni. In ziua celor doua maratoane, Tawni nu se poate misca si este dusa la spital urmata de Sonny. In curand, televizorul spitalului arata un canal cu cele doua evenimente, dar toti oamenii cad secerati din cauza SPM (Sindromul Pantalonilor Mulati). Toti oamenii sunt adusi la spital iar pantalonii lor sunt taiati, spre uimirea lui Tawni. Mai tarziu, Tawni trebuie sa poarte pantaloni cu baloane dar nu ii va purta. |           |                                                                        |                      |                               |                    |                    |     |
| 23 | 2         | „Sonny ia-ți capra” „Sonny Get Your Goat”                              | Eric Dean Seaton     | Dava Savel                    | 21 martie 2010     | 11 septembrie 2010 | 204 |
| Sonny si Tawni sunt invitate sa participe la un program de schimb cu Glendovia deoarece sceneta lor "Fetele care marcheaza" are succes dar refuza sa mearga impreuna. Cand Tawni ajunge este socata sa afle ca acesta este un pustiu cultural. Intre timp studentul de schimb Dinka, impresioneaza o fata pe care Nico si Grady o plac. |           |                                                                        |                      |                               |                    |                    |     |
| 24 | 3         | „Gassie se duce” „Gassie Passes”                                       | Eric Dean Seaton     | Dava Savel                    | 28 martie 2010     | 8 februarie 2011   | 205 |
| Simțind că Gassie nu obține afecțiunea pe care le merită, Sonny este nevoie asupra ei pentru a arăta dragostea câine, iubirea pe care nu lua de la trainer sale. Sonny apoi constată că acordarea de efectele afectiune cainele Gassie starea de spirit a flatulate la comanda atunci când filmare "Gassie" schite precum și a pune în pericol filmul "Gassie & Noi". Sonny apoi dă câine Gassie prea multe tratează care pot l-au ucis. În cele din urmă se dovedește Gassie a fost în stare de șoc de la perisoare prea multe tratează și devine dragoste, el merită, de asemenea, punerea în Chad șoc prin pretinde a fi mort. Între timp, Nico și Grady imprumuta bani de la Dakota Condor de a investi în cutii de pranz băși zgomot pentru "Gassie & Noi". |           |                                                                        |                      |                               |                    |                    |     |
| 25 | 4         | „Sonny și cântecul ei norocos” „Sonny With a Song”                     | John Fortenberry     | Michael Feldman Steve Marmel  | 11 aprilie 2010    | 31 decembrie 2010  | 209 |
| Cantaretul preferat al lui Sonny, Trey Brothers, ii viziteaza si ea ar vrea sa petreaca mai mult timp cu el pentru a-i arata cateva cantece pe care le-a scris. Deoarece Tawni il place pe Trey, crede ca Sonny vrea sa i-l fure, asa ca pretinde ca melodia scrisa de Sonny este melodia sa. Dar lucrurile se complica atunci cand Trey fura "cantecul lui Tawni". Intre timp Nico si Grady incearca sa descopere cum functioneaza o cutie magica. |           |                                                                        |                      |                               |                    |                    |     |
| 26 | 5         | „Viata mizerabila de liceu” „High School Miserable”                    | Carl Lauten          | Michael Feldman Steve Marmel  | 18 aprilie 2010    | 25 septembrie 2010 | 206 |
| Sonny si stimatii ei colegi sunt dezamagiti de conditiile de la studio si scriu o scrisoare domnului Condor exprinadu-si nemultumirile. Domnul Condor devine deranjat de acest lucru si concediaza echipa fortandu-i sa mearga la o scoala publica si o angajeaza pe fiica sa Dakota in La Intamplare. |           |                                                                        |                      |                               |                    |                    |     |
| 27 | 6         | „Legenda lui Față de Bomboană” „Legend of Candy Face”                  | Eric Dean Seaton     | Dan Cohen F.J. Pratt          | 2 mai 2010         | 20 noiembrie 2010  | 203 |
| Atunci cand actorii din La Intamplare si MacKenzie Falls continua sa-si faca lucruri ridicole, Dna. Bitterman decide sa ii ia in padure pentru a capata incredere unii in ceilalti. Dar, intr-o seara, Dna. Bitterman le spune o poveste despre "Fata de Bomboana" si evenimente misterioase incep sa se intample. |           |                                                                        |                      |                               |                    |                    |     |
| 28 | 7         | „Guma și steluța ei norocoasă” „Gummy with a Chance”                   | Carl Lauten          | Josh Herman Adam Schwartz     | 9 mai 2010         | 27 noiembrie 2010  | 207 |
| Tawni interzice guma de mestecat dupa ce se impiedica de resturile lui Sonny si "aproape moare". Chiar si asa, Sonny are un ritual al gumei de mestecat pe care il face inainte de a merge pe scena fara de care ea crede ca nu ar fi amuzanta. Intre timp, Chad ii invita pe Nico si Grady sa faca exercitii in noua sala de gimnastica. |           |                                                                        |                      |                               |                    |                    |     |
| 29 | 8         | „Acte întâmplătoare de impolitețe” „Random Acts of Disrespect”         | Leslie Kollins Small | Dan Cohen F.J. Pratt          | 16 mai 2010        | 27 noiembrie 2010  | 208 |
| Când Grace, o femeie în vârstă, câștigă concursul "Fii La Intamplare! pentru o zi!", actorii din La Intamplare fac o sceneta care ofenseaza nu numai pe Grace, dar si pe toti varstnicii din lume. Intre timp, Chad ii ajuta pe copii sa-si infrunte teama de clovni. |           |                                                                        |                      |                               |                    |                    |     |
| 30 | 9         | „Grady și steluța lui norocoasă, Sonny” „Grady With a Chance of Sonny” | Eric Dean Seaton     | Lanny Horn Josh Silverstein   | 23 mai 2010        | 08 ianuarie 2011   | 216 |
| Cand fratele lui Grady, Grant, il tachineaza pe acesta ca nu are o prietena, Sonny pretinde a fi prietena lui Grady, insa aceasta are de ales intre o intalnire cu Grady si o intalnire cu o vedeta din filmul Tridark. Intre timp, Nico si Tawni pun la cale o farsa pentru Chad Absent : Allisyn Ashley Arm ca Zora |           |                                                                        |                      |                               |                    |                    |     |
| 31 | 10        | „Topindu-se dupa The Falls - Partea 1” „Falling of the Falls(Part 1)”  | Eric Dean Seaton     | Michael Feldman Steve Marmel  | 13 iunie 2010      | 15 ianuarie 2011   | 201 |
| Sonny și începe mama ei vizionarea Mackenzie Falls și în cele din urmă să devină dependent de ea. Când finalul sezonului se apropie, Sonny nu poate aștepta pentru ea și doar Ciad întreabă ce se întâmplă între Mackenzie și Chloe, în final, deși ea cuvinte ca în cazul în care ea îl vrea să-i pună la loc, ceea ce și face. În cazul în care alte La Întâmplare! Membrii exprimate afla Sonny se uită Mackenzie Falls, ei dezaprobă și Sonny se teme să le spun despre ei și Ciad. Între timp, exprimate sunt de lucru pe proiecte Astronomie și Grady și Nico încerce să găsească o modalitate de a obține Sonny să o fac pentru ei. |           |                                                                        |                      |                               |                    |                    |     |
| 32 | 11        | „Topindu-se dupa The Falls - Partea 2” „Falling of the falls(Part 2)”  | Eric Dean Seaton     | Michael Feldman Steve Marmel  | 20 iunie 2010      | 22 ianuarie 2011   | 217 |
| Sonny și Chad să încercați să păstrați relația lor un secret de la colegii lor La Întâmplare! și Mackenzie Falls exprimate membri. Cu toate acestea, ține alunecarea sus și să spună cuvintele "Chad" și "Sonny" în timpul repetițiilor lor. Acest lucru face ca membrii exprimate de ambele spectacole suspecte. Când au plecat de pe data de prima lor, Chad încurcătură sus pentru că el este nervos și se termină apa scuipa pe Sonny. Exprimate de La Întâmplare! apoi afla despre data lor atunci când incidentul este postat pe coperta de "Tween Weekly" revista. Învinovățește Ciad Sonny pentru ceea ce sa întâmplat și Sonny, înfuriat, "sparge"cu el. El apoi urcă prin fereastra ei în casa ei pentru a-mi cer scuze, și arată Sonny un panou făcuse care spune că el este un prost pentru ea. Ei apoi reporniți relația lor și să aibă o "dată cu prima secundă", ca restul La Întâmplare! ceasuri furios. |           |                                                                        |                      |                               |                    |                    |     |
| 33 | 12        | „Sonny și secretul ei (Partea 1)” „Sonny With a secrect(Part 1)”       | Eric Dean Seaton     | Michael Feldman Steve Marmel  | 18 iulie 2010      | VFA                | 212 |
| 34 | 13        | „Sonny și secretul ei (Partea 2)” „Sonny with a secret(Part 2)”        | Eric Dean Seaton     | Michael Feldman Steve Marmel  | 18 iulie 2010      | VFA                | 213 |
| 35 | 14        | „O problema cu Pauly” „The problem with Pauly”                         | Eric Dean Seaton     | Josh Herman Adam Schwartz     | 8 august 2010      | 5 februarie 2011   | 214 |
| Sonny intalneste Pauly pe starul lor preferata din copilarie, Pauly și Pals. Ea este de acord să poarte costum Pauly la ventilator întâlnească și să salut, astfel încât Hank, actorul care joacă Pauly, pot obține o pauza. Dar angajamentul lui Sonny a fi Pauly împiedică un șapte data aniversară săptămână ea planificate cu Chad, în plus, Hank nu vrea să se întoarcă la slujba. |           |                                                                        |                      |                               |                    |                    |     |
| 36 | 15        | „Asta-i Sonny” „That's so Sonny”                                       | Eric Dean Seaton     | Dava Savel                    | 29 august 2010     | VFA                | 215 |
| 37 | 16        | „Chad si steluta lui ghinionista” „Chad without chance”                | Eric Dean Seaton     | Wendy Engelberg               | 19 septembrie 2010 | 1 martie 2011      | 210 |
| 38 | 17        | „Am doi de Chad” „My two Chads”                                        | Eric Dean Seaton     | Dan Cohen                     | 26 septembrie 2010 | VFA                | 211 |
| 39 | 18        | „Halloween” „A So Random Halloween Special”                            | Eric Dean Seaton     | Adam Schwartz                 | 17 octombrie 2010  | 30 octombrie 2010  | 226 |
| Pentru prima data in acest sezon show-ul cuprinde un episod intreg din La Intamplare! Spectacolul contine melodii cantate de Sonny Munroe si Joe jonas dar si ca invitat special |           |                                                                        |                      |                               |                    |                    |     |
| 40 | 19        | „VFA” „Sonny with a 100% Chance of Meddling"”                          | Ron Mosely           | Josh Silverstein              | 14 octombrie 2010  | VFA                | 219 |
| 41 | 20        | „Razbunarea lui Dakota” „Dakota's Revenge”                             | Eric Dean Seaton     | Dava Savel                    | 14 noiembrie 2010  | VFA                | 223 |
| 42 | 21        | „Sonny si sarutul” „Sonny with a Kiss”                                 | Eric Dean Seaton     | Lissa Kapstrom                | 21 noiembrie 2010  | VFA                | 220 |
| 43 | 22        | „Vacanta cu La Intamplare!” „A So Random! Holiday Special”             | Eric Dean Seaton     | Michael Feldman               | 28 noiembrie 2010  | 25 decembrie 2010  | 218 |
| Chad Dylan Cooper gazduieste o productie numita "Vacanta La Intamplare" cu Joe Jonas invitat special. Apar scenetele "A Jonas for Christmas", "The 12 Days of Sickmas with Sicky Vicky", "Holiday Cooking with Roadkill McGill" and "Christmas with the Real Princesses of New Jersey". |           |                                                                        |                      |                               |                    |                    |     |
| 44 | 23        | „Sonny are alocatie” „Sonny with a Grant”                              | Eric Dean Seaton     | Michael Feldman               | 5 decembrie 2010   | VFA                | 221 |
| 45 | 24        | „Marshall si steluta lui norocoasa” „Marshall with a chance”           | Shannon Flynn        | Carla Banks Waddles           | 12 decembrie 2010  | VFA                | 224 |
| 46 | 25        | „Sonny are de ales” „Sonny with a Choice”                              | Eric Dean Seaton     | Dan Cohen                     | 19 decembrie 2010  | VFA                | 222 |
| 47 | 26        | „O noua fata” „New Girl”                                               | Sean McNamara        | Michael Feldman               | 2 ianuarie 2011    | VFA                | 225 |